# Stemodia durantifolia
Stemodia durantifolia är en grobladsväxtart som först beskrevs av Carl von Linné och som fick sitt nu gällande namn av Olof Swartz.
Stemodia durantifolia ingår i släktet Stemodia och familjen grobladsväxter. Inga underarter finns listade i Catalogue of Life.